# Vonatkozó névmás
A hagyományos nyelvtanban a vonatkozó névmás „élőlényekre, élettelen tárgyakra, elvont fogalmakra, ezek tulajdonságára, mennyiségére előre- vagy visszautaló szó. [...] A vonatkozó névmások a legtöbbször kötőszói szerepűek, az alárendelő összetett mondatok mellékmondatát kapcsolják a főmondathoz”, de a kötőszóktól abban különböznek, hogy mondattani funkciójuk is van a mellékmondatban.
A magyar nyelvben a vonatkozó névmások a kérdő névmásokból keletkeztek, a mutató névmási eredetű a- előtaggal, de ez elmaradhat: Az jött el, (a)kit vártam, Elmegyek oda, (a)hová mindig is vágytam.
Más nyelvekben a vonatkozó névmások legalább egy része azonos kérdő névmásokkal:
- A közép-délszláv diarendszer nyelveiben mindegyik kérdő névmás vonatkozó névmásként is használatos: ko (a szerb nyelvben és a montenegrói nyelvben) / tko (a horvát nyelvben) ’(a)ki’, što ’(a)mi’, koji ’(a)melyik’, čiji ’aki/ami vkije/vmije’, kakav ’amilyen’, koliki ’(a)mekkora’.[4]
- A francia nyelvben egy vonatkozó névmáson kívül mindegyik kérdő is: qui ’(a)ki, (a)mi’, que ’(a)kit, (a)mit’, quoi ’(a)mi’, lequel ’amelyik’, où ’(a)hol, (a)melyikben, (a)melyben’.[5]
- Az angol nyelvben is a vonatkozó névmások, egyen kívül, kérdők is: who ’(a)ki’, which ’(a)mi, (a)melyik, (a)mely’, whom ’(a)kit, (a)kinek’, whose ’akinek, aminek’.[6]
- A román nyelvben vannak egyszerű vonatkozó névmások, amelyek kérdők is [care ’aki, ami, (a)melyik, (a)mely’, ce ’(a)mi, (a)melyik, (a)mely’, cine ’(a)ki’, cât ’(a)mennyi, (a)hány’], és összetetteknek nevezettek, bár két szóban írandók, melyek csak vonatkozók: cel ce ’aki, ami, amelyik, amely’.[7]

A vonatkozó névmás úgymond zéró is lehet, például az angolban: the book I bought ’az a könyv, amelyet megvettem’.
Egyes vonatkozó névmások melléknévként is használhatók:
- (magyarul) (a)Mennyi szolgád, annyi ellenséged (van);[9]
- (szerbül) Poslao mi je jednu priču čijeg se naslova ne sećam ’Elküldött nekem egy elbeszélést, amely címére nem emlékszem’;[10]
- (románul) Mă duc la câte filme vreau ’Amennyi filmet akarok, annyit nézek meg’.[11]

Nyelvtől és a konkrét vonatkozó névmástól függően ez kifejezhet egyet vagy kettőt a szám, a ragokkal kifejezett eset és a nem nyelvtani kategóriák közül, avagy kifejezheti mindhármat:
- A közép-délszláv diarendszer nyelveiben a vonatkozó névmások szám, eset és nem szerinti alakjai számosabbak, mint például a franciában vagy az angolban.[4]
- A magyarban nincsenek ugyan nem szerinti alakok, de amennyiben esetragoknak tekintjük a tárgy és a határozók ragjait, ez a nyelv is nagyon gazdag vonatkozó névmási alakokban.
- A franciában csak egyetlen vonatkozó névmás fejezi ki a számot és a nemet, ez utóbbit többes számban csak írásban: lequel (hn. egyes sz.), laquelle (nn. egyes sz.), lesquels (hn. többes), lesquelles (nn. többes).[5]
- A románban van egy, csak személyre utaló névmás [cine ’(a)ki’], melynek van még egy esetalakja (cui ’akinek’), de nem különbözteti meg a nemeket és a számokat. Egy másik névmás élőre is, élettelenre is utal [care ’aki(k), ami(k), amely(ik)(ek)’]. Ez alanyesetben változatlan, de az ún. birtokos/részes esetben hímnem egyes számú, nőnem egyes számú és egyetlen többes számú alakja is van: cărui(a) (hn.), cărei(a) (nn.) ’akinek, aminek, amely(ik)nek’; căror(a) ’akiknek, amiknek, amelyeknek’. Van még egy mennyiségre vonatkozó névmás is, cât, câtă, câți, câte ’hány, mennyi’. Ennek alanyesetű alakja nemben és számban egyezik, de birtokos/részes esetben csak egy alakja van, többes számban, câtor.[12]
- Az angolban a vonatkozó névmások nem fejezik ki sem a számot, sem a nemet. Az egyik élőre is és élettelenre is utal (that), egy másik csak élettelenre (which), és van még egy, amely csak személyre. Ennek van alanyi funkciójú alakja (who), és tárgyi/határozói funkciójú alakja: whom.[13]

Egyes nyelvészek a vonatkozó névmások közé sorolják a vonatkozó határozószóknak vagy vonatkozó névmási határozószóknak nevezett szavakat is. Ezek is egy főmondatbeli szóra utalnak, és mellékmondatot vezetnek be:
- (magyarul) Ott szakad a kötél, (a)hol legvékonyabb;[15]
- (angolul) I remember the day (when) I first saw John[16] ’Emlékszem arra a napra, amikor először láttam Johnt’, I remember the street where I lived as a child ’Emlékszem arra az utcára, ahol gyerekként laktam;’[6]
- (franciául) les cartons où sont rangées les photos ’azok a dobozok, amelyekbe a fotók vannak eltéve’, l’époque où cela s’est produit ’az az időszak, amikor ez történt’.[17]
- (románul) Obligația lui este legarea sacului când se umple ’Az ő kötelezettsége a zsák bekötése, amikor megtelik’.[18]

## Vonatkozó névmás a magyar nyelvben

### Fajtái
A magyar nyelv grammatikái számontartanak főnévi vonatkozó névmásokat [(a)ki, (a)mely, (a)melyik], melléknévieket [amily(en), aminő, amekkora] és számnévieket: ahány, amennyi, ahányadik. A főnévi vonatkozó névmás is lehet melléknévi használatú, ha főnév előtt áll, és a melléknévi is lehet főnévi használatú, amikor jelzett szó nélkül jelenik meg. Egyes magyar nyelvészek számba vesznek határozószói vonatkozó névmásokat is: ahol, ahogyan, amikor, stb. Mondatban: Amikor megérkeztem, zuhogott az eső, Ott szakad a kötél, (a)hol legvékonyabb.

### Mondattani szerepei
A vonatkozó névmás általában egy főmondatbeli szóra utal. Ez lehet:
- személyes névmás: Én aki a fohászkodás új módját nem ismertem még, térdre ereszkedtem (Barabás Tibor);[21]
- főnévi mutató névmás: Akit nem véd a szerelem, hiába védi az magát (Csoóri Sándor);[22]
- határozószói mutató névmás: Ott szakad a kötél, (a)hol legvékonyabb;
- számnévi névmás: (a)Mennyi szolgád, annyi ellenséged (van);
- általános névmás: Látok mindent, mi sohasem a szemnek, csak a sejtésnek látható az éjben (Petőfi Sándor);[23]

Olyan esetek is vannak, amikor a vonatkozó névmás nem utal szóra: Ki korán kel, aranyat lel.
A vonatkozó névmás többféle mellékmondatot vezethet be:
- allanyi mellékmondatot: Ki korán kel, aranyat lel;
- állítmányi mellékmondatot: Nem azé a nyúl, aki azt a bokorból kiugratja;[25]
- tárgyi mellékmondatot: Amit ma megtehetsz, ne halaszd holnapra;[26]
- jelzői mellékmondatot: Csak az a legény gavallér, kinek zsebében a tallér;[9]
- részeshatározói mellékmondatot: Aki születik, annak halni kell;[27]
- helyhatározói mellékmondatot: Ott szakad a kötél, (a)hol legvékonyabb;
- eredethatározói mellékmondatot: Aki jó szolga nem volt, nem lesz abból jó úr;[28]
- társhatározói mellékmondatot: Olyannal barátkozz, akitől jót tanulsz!;[29]
- tekintethatározói mellékmondatot: Ami azt illeti, elég fáradt vagyok;[30]
- eredményhatározói mellékmondatot: Azzá lett, amivé akart;[29]
- állandó/kötött határozói mellékmondatot: Ki levesre bort iszik, nem kérnek attól tanácsot;[27]
- partitívuszi mellékmondatot: Abból eszem, ami nem hizlal.[31]

Amellett, hogy mellékmondatot vezet be, a vonatkozó névmásnak mondattani funkciója is van a mellékmondatban, mégpedig lehet:
- alany: Nagy munkát vállal az magára ki most kezébe lantot vesz (Petőfi Sándor);[22]
- tárgy: Megnéztem azt a filmet, amelyet nagyon dicsértek;[32]
- részeshatározó: Olyan madár igen ritka, melynek kedves a kalitka;[33]
- helyhatározó: Ott szakad a kötél, (a)hol legvékonyabb;
- időhatározó: Elmegyek oda, (a)hová mindig is vágytam;
- eredményhatározó: Azzá lett, amivé akart;
- állapothatározó: A nagyapám öreg korára is olyan maradt, amilyennek korábban ismerték.[26]